# Scottish Cup 2007-2008
La Scottish Cup 2007-08 è stata la 123ª edizione del torneo. È iniziata il 29 settembre 2007 e si è conclusa il 24 maggio 2008. I Rangers hanno vinto il trofeo per la 32ª volta.

## Formula del torneo
| Turno                     | Numero di incontri | Squadre | Entrano a questo turno                                                        |
| ------------------------- | ------------------ | ------- | ----------------------------------------------------------------------------- |
| Primo turno preliminare   | 17                 | 81 → 64 | 34 squadre dei campionati semipro minori                                      |
| Secondo turno preliminare | 16                 | 64 → 48 | 10 squadre di Scottish Third Division 5 squadre dei campionati semipro minori |
| Terzo turno               | 16                 | 48 → 32 | 6 squadre di Scottish First Division 10 squadre di Scottish Second Division   |
| Quarto turno              | 16                 | 32 → 16 | 12 squadre di Scottish Premier League 4 squadre di Scottish First Division    |
| Ottavi di finale          | 8                  | 16 → 8  | -                                                                             |
| Quarti di finale          | 4                  | 8 → 4   | -                                                                             |
| Semifinali                | 2                  | 4 → 2   | -                                                                             |
| Finale                    | 1                  | 2 → 1   | -                                                                             |

## Primo turno
| Squadra 1               | Risultato | Squadra 2            |
| ----------------------- | --------- | -------------------- |
| 29 settembre 2007       |           |                      |
| Brora Rangers           | 0 - 5     | Cove Rangers         |
| Golspie Sutherland      | 3 - 1     | Preston Athletic     |
| Coldstream              | 0 - 4     | Dalbeattie Star      |
| Glasgow University      | 1 - 2     | Buckie Thistle       |
| Wigtown & Bladnoch      | 3 - 5     | Burntisland Shipyard |
| Civil Service Strollers | 1 - 2     | Selkirk              |
| Fort William            | 0 - 6     | Spartans             |
| Newton Stewart          | 0 - 6     | Linlithgow Rose      |
| Vale of Leithen         | 3 - 1     | Gala Fairydean       |
| Wick Academy            | 0 - 5     | Deveronvale          |
| Culter                  | 7 - 0     | Hawick Royal Albert  |
| Rothes                  | 1 - 4     | Nairn County         |
| St. Cuthbert Wanderers  | 2 - 6     | Pollok               |
| Fraserburgh             | 1 - 1     | Huntly               |
| Girvan                  | 2 - 0     | Forres Mechanics     |
| Lossiemouth             | 1 - 3     | Whitehill Welfare    |
| Clachnacuddin           | 2 - 2     | Edinburgh            |

- Edinburgh University passa automaticamente al turno successivo

### Replay
| Squadra 1      | Risultato | Squadra 2     |
| -------------- | --------- | ------------- |
| 6 ottobre 2007 |           |               |
| Edinburgh      | 1 - 0     | Clachnacuddin |
| Huntly         | 2 - 0     | Fraserburgh   |

## Secondo turno
| Squadra 1            | Risultato | Squadra 2            |
| -------------------- | --------- | -------------------- |
| 27 ottobre 2007      |           |                      |
| Whitehill Welfare    | 6 - 1     | Golspie Sutherland   |
| Buckie Thistle       | 4 - 1     | Nairn County         |
| Edinburgh            | 1 - 2     | East Stirlingshire   |
| Cove Rangers         | 3 - 0     | Keith                |
| Edinburgh University | 3 - 1     | Deveronvale          |
| Linlithgow Rose      | 4 - 1     | Spartans             |
| Montrose             | 2 - 2     | Pollok               |
| Forfar Athletic      | 1 - 1     | Dumbarton            |
| Inverurie Loco Works | 0 - 2     | East Fife            |
| Selkirk              | 0 - 2     | Dalbeattie Star      |
| Albion Rovers        | 8 - 0     | Burntisland Shipyard |
| Culter               | 2 - 1     | Vale of Leithen      |
| Girvan               | 1 - 2     | Stranraer            |
| Arbroath             | 5 - 0     | Elgin City           |
| Threave Rovers       | 1 - 0     | Stenhousemuir        |
| Annan Athletic       | 2 - 5     | Huntly               |

### Replay
| Squadra 1       | Risultato | Squadra 2       |
| --------------- | --------- | --------------- |
| 3 novembre 2007 |           |                 |
| Pollok          | 0 - 1     | Montrose        |
| 6 novembre 2007 |           |                 |
| Dumbarton       | 3 - 0     | Forfar Athletic |

## Terzo turno
| Squadra 1        | Risultato | Squadra 2            |
| ---------------- | --------- | -------------------- |
| 24 novembre 2007 |           |                      |
| Albion Rovers    | 6 - 1     | East Stirlingshire   |
| Dumbarton        | 4 - 1     | Berwick Rangers      |
| Culter           | 1 - 2     | Huntly               |
| Brechin City     | 3 - 0     | East Fife            |
| Stranraer        | 3 - 1     | Stirling Albion      |
| Clyde            | 4 - 1     | Montrose             |
| Cove Rangers     | 2 - 2     | Edinburgh University |
| Partick Thistle  | 1 - 1     | Ayr Utd              |
| Threave Rovers   | 0 - 2     | Raith Rovers         |
| Greenock Morton  | 0 - 2     | Buckie Thistle       |
| Linlithgow Rose  | 8 - 0     | Dalbeattie Star      |
| Arbroath         | 2 - 1     | Cowdenbeath          |
| Ross County      | 1 - 2     | Whitehill Welfare    |
| Livingston       | 5 - 0     | Alloa Athletic       |
| Peterhead        | 1 - 0     | Queen of the South   |
| Airdrie Utd      | 2 - 5     | Queen's Park         |

### Replay
| Squadra 1       | Risultato | Squadra 2    |
| --------------- | --------- | ------------ |
| 4 dicembre 2007 |           |              |
| Queen's Park    | 2 - 4     | Airdrie Utd  |
| 5 dicembre 2007 |           |              |
| East Fife       | 1 - 2     | Brechin City |

## Quarto turno
| Squadra 1           | Risultato | Squadra 2          |
| ------------------- | --------- | ------------------ |
| 12 gennaio 2008     |           |                    |
| Celtic              | 3 - 0     | Stirling Albion    |
| Hamilton Academical | 0 - 0     | Brechin City       |
| St. Mirren          | 3 - 0     | Dumbarton          |
| Falkirk             | 2 - 2     | Aberdeen           |
| Hibernian           | 3 - 0     | Inverness          |
| Hearts              | 2 - 2     | Motherwell         |
| Queen of the South  | 4 - 0     | Linlithgow Rose    |
| Greenock Morton     | 2 - 2     | Gretna             |
| 15 gennaio 2008     |           |                    |
| Huntly              | 1 - 3     | Dundee             |
| Livingston          | 2 - 0     | Cowdenbeath        |
| St. Johnstone       | 3 - 1     | Raith Rovers       |
| 16 gennaio 2008     |           |                    |
| Clyde               | 0 - 1     | Dundee Utd         |
| 22 gennaio 2008     |           |                    |
| Partick Thistle     | 2 - 1     | Dunfermline        |
| 23 gennaio 2008     |           |                    |
| Cove Rangers        | 2 - 4     | Ross County        |
| Rangers             | 6 - 0     | East Stirlingshire |
| 28 gennaio 2008     |           |                    |
| Airdrie Utd         | 0 - 2     | Kilmarnock         |

### Replay
| Squadra 1        | Risultato   | Squadra 2           |
| ---------------- | ----------- | ------------------- |
| 22 dicembre 2007 |             |                     |
| Aberdeen         | 3 - 1       | Falkirk             |
| Motherwell       | 1 - 0       | Hearts              |
| 28 dicembre 2007 |             |                     |
| Brechin City     | 2 - 1 (dts) | Hamilton Academical |
| Gretna           | 0 - 3       | Greenock Morton     |

## Ottavi di finale
| Squadra 1        | Risultato | Squadra 2           |
| ---------------- | --------- | ------------------- |
| 2 febbraio 2008  |           |                     |
| Kilmarnock       | 1 - 5     | Celtic              |
| Aberdeen         | 1 - 0     | Hamilton Academical |
| Greenock Morton  | 0 - 2     | Queen of the South  |
| Livingston       | 0 - 0     | Partick Thistle     |
| St. Mirren       | 0 - 0     | Dundee Utd          |
| 3 febbraio 2008  |           |                     |
| Hibernian        | 2 - 2     | Rangers             |
| 11 febbraio 2008 |           |                     |
| Motherwell       | 1 - 2     | Dundee              |
| 12 febbraio 2008 |           |                     |
| Ross County      | 0 - 1     | St. Johnstone       |

## Replay
| Squadra 1        | Risultato       | Squadra 2  |
| ---------------- | --------------- | ---------- |
| 12 febbraio 2008 |                 |            |
| Partick Thistle  | 1 - 1 (5-4 dcr) | Livingston |
| 13 febbraio 2008 |                 |            |
| Dundee Utd       | 0 - 1           | St. Mirren |
| 9 marzo 2008     |                 |            |
| Rangers          | 1 - 0           | Hibernian  |

## Quarti di finale
| Squadra 1          | Risultato | Squadra 2       |
| ------------------ | --------- | --------------- |
| 8 marzo 2008       |           |                 |
| Queen of the South | 2 - 0     | Dundee          |
| St. Johnstone      | 1 - 1     | St. Mirren      |
| 9 marzo 2008       |           |                 |
| Aberdeen           | 1 - 1     | Celtic          |
| 19 marzo 2008      |           |                 |
| Rangers            | 1 - 1     | Partick Thistle |

## Replay
| Squadra 1       | Risultato | Squadra 2     |
| --------------- | --------- | ------------- |
| 18 marzo 2008   |           |               |
| St. Mirren      | 1 - 3     | St. Johnstone |
| Celtic          | 0 - 1     | Aberdeen      |
| 13 aprile 2008  |           |               |
| Partick Thistle | 0 - 2     | Rangers       |

## Semifinali
| Squadra 1          | Risultato       | Squadra 2 |
| ------------------ | --------------- | --------- |
| 12 aprile 2008     |                 |           |
| Queen of the South | 4 - 3           | Aberdeen  |
| 20 aprile 2008     |                 |           |
| St. Johnstone      | 1 - 1 (3-4 dcr) | Rangers   |

## Finale
| Arbitro: | Stuart Dougal |

|                      |           |                           |
| Tosh 50’ Thomson 52’ | Marcatori | 33’, 71’ Boyd 43’ Beasley |